# Rummikub
Rummikub of Rummy is een gezelschapsspel dat in de jaren 1930 door Ephraim Hertzano werd ontwikkeld en in de handel gebracht.

## Geschiedenis

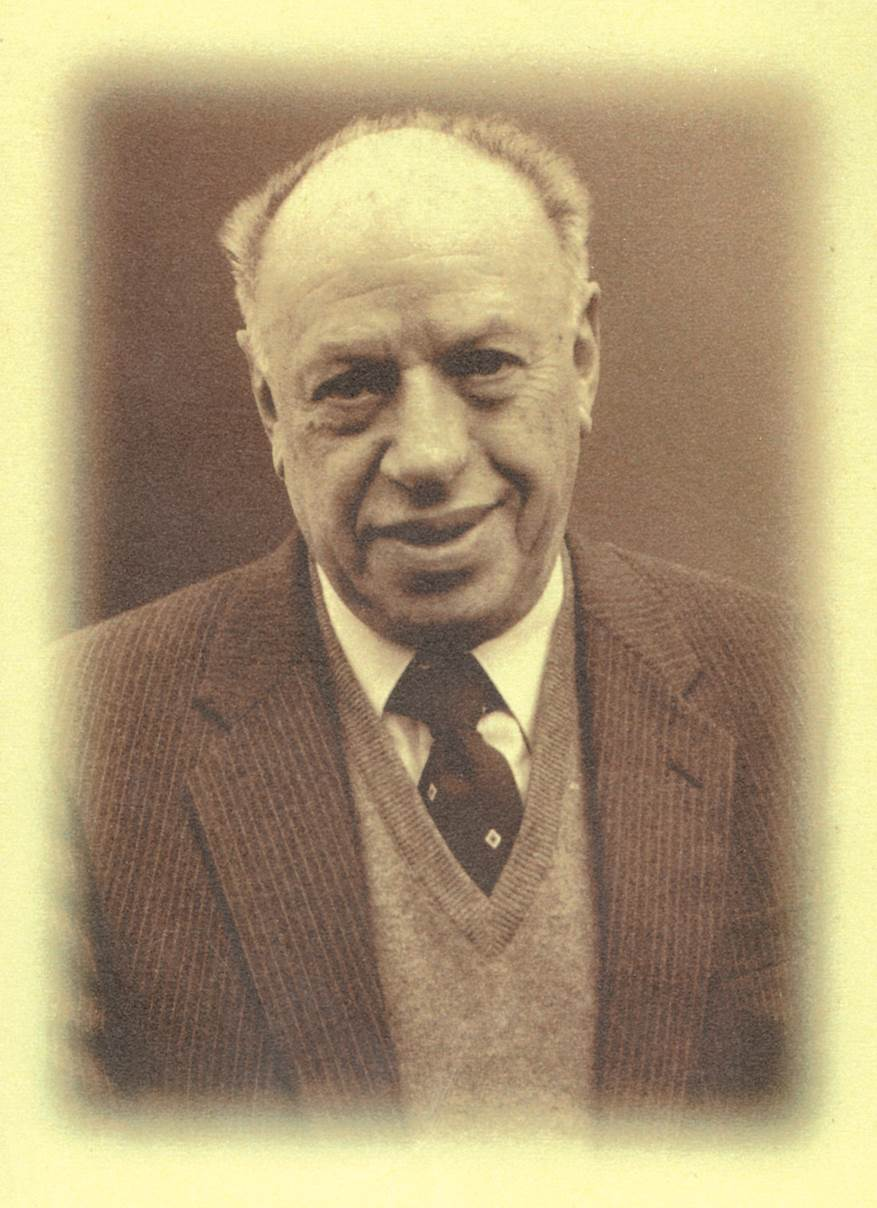
Ephraim Hertzano, ontwerper van Rummikub

Rummikub was oorspronkelijk een kaartspel (zie Duizenden en Jokeren) dat werd gespeeld met twee stokken speelkaarten. Er was daardoor vrij veel ruimte op tafel nodig. Daarom bedacht de van oorsprong joods-Roemeense Ephraim Hertzano in de jaren dertig van de twintigste eeuw een versie met kleine stenen (tegeltjes). Daarbij werden de traditionele waarden 2 t/m 10, boer, vrouw, heer en aas vervangen door de nummers 1 tot en met 13. De kaartkleuren schoppen, harten, ruiten en klaveren werden vervangen door echte kleuren: zwart, rood, oranje en blauw. Hij maakte de eerste sets met de hand in de achtertuin van zijn huis en verkocht ze deur aan deur en via consignatie aan winkels. In later jaren begon de machinale vervaardiging vanuit het door Hertzano begonnen bedrijf Lemada en werden licenties in andere landen uitgegeven. Het werd het bestverkochte exportspel van Israël. In 1977 werd het een groot verkoopsucces in de Verenigde Staten. Het spel werd in Nederland in 1983 gekozen tot Spel van het jaar. In 2009 werd een online-versie geïntroduceerd zodat iedereen wereldwijd samen kan spelen en communiceren, onder meer op Facebook.

## Beschrijving
Het spel bestaat uit 106 steentjes: twee sets van de getallen 1 tot en met 13 in de kleuren oranje/rood/blauw/zwart, en twee jokers. Deze hebben een rood en een zwart gezichtje, zoals is te zien op de foto rechtsboven. In Nederland wordt het op de markt gebracht door Goliath. Het wordt gespeeld met 2, 3 of 4 spelers. Bij het spel gaat het erom wie als eerste al diens steentjes op tafel kan leggen door het vormen van rijen of sets.

## Kampioenschap
Vanaf 1986 wordt in Wijk aan Zee jaarlijks om het Nederlandse Kampioenschap Rummikub gespeeld. Dit toernooi vindt altijd plaats in het eerste (volledige) weekend van september. In 2010 was het jubileumtoernooi 25 jaar NK Rummikub. Het toernooi werd tot 2012 gespeeld in de sporthal van de Heliomare. Vanaf 2013 wordt het echter in het dorpshuis "De Moriaan" gespeeld, waar in januari ook het Tata Steel Chess Tournament wordt gespeeld.

## Spelregels
Aan het begin van het spel worden alle steentjes in de pot ondersteboven gelegd. Iedere speler pakt 14 stenen en zet deze op zijn rekje. Er wordt bepaald wie mag beginnen door een extra steentje uit de pot te pakken – de hoogste begint.
Een speler moet in de eerste zet minstens 30 punten kunnen uitleggen in nieuwe rijen of sets. Als de speler dit niet kan, dan moet diegene een steentje oppakken uit de pot. Het aantal punten is de waarde van het steentje: een 2 is dus 2 punten waard. Geldige rijtjes zijn die van drie of vier steentjes in dezelfde nummers maar verschillende kleuren (8 blauw - 8 oranje - 8 rood) of minstens drie van dezelfde kleur maar opeenvolgende nummers (7 blauw - 8 blauw - 9 blauw). Men kan niet doortellen van 13 naar 1, dus een rijtje van 12-13-1 is niet toegestaan. De twee jokers kunnen voor elk willekeurig getal worden gebruikt; deze tellen mee voor evenveel punten als het getal dat ze vertegenwoordigen. Gebruikte jokers kunnen worden omgewisseld voor het getal dat ze vertegenwoordigen. Ook mogen deze worden gepakt als er voor en/of achter de joker genoeg stenen liggen om een geldig rijtje te vormen.
Als de speler 30 punten op tafel heeft gelegd, geldt in de volgende beurten geen minimumscore meer. Ook mag diegene nadien in dezelfde beurt en in volgende beurten combinaties maken met de steentjes die al zijn uitgelegd, op voorwaarde dat er aan het eind van de beurt geen ongeldige setjes overblijven. Ook mogen deze steentjes niet teruggepakt worden.
Als een speler niet kan, dan pakt hij een steentje van de stapel, en gaat zijn beurt voorbij.

## Einde van het spel
Het spel eindigt als een van de spelers al zijn steentjes op tafel heeft gelegd, of als de pot leeg is en de speler die aan de beurt is, geen stenen wil of kan uitleggen.
Eventueel kunnen de andere spelers doorspelen en degene die hierbij als tweede alle stenen kwijt is wordt dan tweede, de volgende derde en degene die overblijft is dan vierde en laatste. Ook kan men de punten tellen op de overgebleven steentjes van de andere spelers, waarbij een joker 25 punten waard is.
Met deze punten kan eventueel een klassement gemaakt worden over meerdere rondes. De andere spelers krijgen dan de waarde van hun overgebleven stenen in mindering op hun totaalscore. De winnaar krijgt de waarde van alle overgebleven stenen opgeteld bij diens totaalscore. Klassementen op deze manier worden ook gemaakt bij kampioenschappen Rummikub.
Als het spel eindigt doordat de pot leeg is, dan is de winnaar degene met de minste punten op het rekje. Voor het klassement worden deze punten afgetrokken van de punten die de andere spelers op het rekje hebben. Deze krijgen de zo overgebleven punten in mindering. De winnaar krijgt het totaal van de overgebleven punten van alle tegenstanders bijgeteld.

## Varianten
Op het spel zijn ook enkele varianten verschenen, bijvoorbeeld Woordrummikub. Hierbij moet men met letters woorden maken. Ook is er een Juniorversie met minder stenen, een reisversie met kleinere stenen en een XXL-versie met grotere stenen. 
Men kan ook spelen met een afgesproken tijdslimiet. Als de tijd voorbij is en er liggen nog onvolledige setjes op tafel, dan moet alles teruggelegd worden zoals de beurt begon en moet de speler drie stenen uit de pot nemen. In oudere versies moest de speler alle nog los liggende stenen opnemen en daarnaast drie stenen uit de pot nemen. Tijdslimieten worden ook gebruikt bij Rummikub op de computer. Spelers krijgen dan een vooraf ingestelde tijdslimiet en als deze voorbij is en er liggen nog ongeldige setjes, dan wordt alles automatisch teruggeplaatst en is de beurt voorbij.

## Wereldkampioenschap
Voor Rummikub wordt een wereldkampioenschap georganiseerd. In 2012 werd het toernooi voor de vierde keer door een Nederlander gewonnen. De edities van 2015 en 2018 werden gewonnen door Japan, in 2015 werd Peter Mentzij vierde, in 2018 behaalde Matthijs Delvers de derde plaats.

### Overzicht van winnaars
| Jaar | Winnaar           | Land      |
| ---- | ----------------- | --------- |
| 1991 | Masato Kuwabara   | Japan     |
| 1994 | Nehad Zahran      | Egypte    |
| 1997 | Peter Mentzij     | Nederland |
| 2000 | Carla van Perlo   | Nederland |
| 2003 | Masato Kuwabara   | Japan     |
| 2006 | Jaqueline Beekman | Nederland |
| 2009 | Andréa Papazissis | Brazilië  |
| 2012 | Matthijs Delvers  | Nederland |
| 2015 | Kozo Saito        | Japan     |
| 2018 | Kohei Numajiri    | Japan     |